# Brodo con tagliolini di crespelle
Il brodo con tagliolini di crespelle è un piatto tipico dell'area tedesca ed austriaca, ma che si trova anche, con alcune varianti, nelle cucine italiana, svizzera, ungherese e francese.

## Descrizione
Si tratta di un brodo, tipicamente di carne di manzo (ma in Italia anche di pollo) in cui vengono messe come condimento dei tagliolini ricavati da crespelle arrotolate e tagliate finemente.

## Denominazioni alternative e varianti
In Germania viene indicata come Flädlesuppe o Flädlessuppe in Svevia e nel Baden-Württemberg, mentre come Pfannkuchensuppe nel resto del paese (dal tedesco, zuppa di crespelle).
In Austria ed in Alto Adige viene più comunemente indicata come Frittatensuppe (dal tedesco, zuppa di frittata).
In Svizzera viene chiamata Flädlesuppe, tranne nell'area di lingua alemanna, dove diviene Flädlisuppe.
In Ungheria viene denominata palacsintatésztaleves.
In Francia (e spesso nella cucina internazionale) viene indicata come consommé célestine: in questo caso spesso nella crespella sono aggiunte erbe aromatiche.